# Kinas administrative regioner
Kinas administrative regioner er den primære politisk-geografiske inddeling af Folkerepublikken Kina i subnationale enheder. Denne opdeling sker i 3 eller 4 sidestillede niveauer:
- Provins – kinesisk: 省, pinyin: shěng,
- Kommune – de største byer, der er selvstændigt kontrollerede,
- Autonom region – kinesisk: 自治区, pinyin: zìzhìqū.
- Speciel administrativ region (SAR) – kinesisk: 特别行政区, pinyin: tèbié xíngzhèngqū

De tre første udgør provins-inddelingen af Folkerepublikken Kina. De to særlige administrative regioner, Hongkong og Macao, siges ofte også at befinde sig på linje med provins-inddelingen, men de lokale styrer har i disse to regioner meget mere uafhængighed end de tilsvarende i provinserne, kommunerne og de autonome regioner.
Disse i alt 33 områder er listet herunder efter type.

## Provinser
| Navn         | Kinesisk (simplificeret) | Pinyin       | Forkortelse           | Hovedstad    |
| ------------ | ------------------------ | ------------ | --------------------- | ------------ |
| Anhui        | 安徽                     | Ānhuī        | 皖 wǎn                | Hefei        |
| Fujian       | 福建                     | Fújiàn       | 闽 mǐn                | Fuzhou       |
| Gansu        | 甘肃                     | Gānsù        | 甘 gān eller 陇 lǒng  | Lanzhou      |
| Guangdong    | 广东                     | Guǎngdōng    | 粤 yuè                | Guangzhou    |
| Guizhou      | 贵州                     | Guìzhōu      | 黔 qián eller 贵 guì  | Guiyang      |
| Hainan       | 海南                     | Hǎinán       | 琼 qióng              | Haikou       |
| Hebei        | 河北                     | Héběi        | 冀 jì                 | Shijiazhuang |
| Heilongjiang | 黑龙江                   | Hēilóngjiāng | 黑 hēi                | Harbin       |
| Henan        | 河南                     | Hénán        | 豫 yù                 | Zhengzhou    |
| Hubei        | 湖北                     | Húběi        | 鄂 è                  | Wuhan        |
| Hunan        | 湖南                     | Húnán        | 湘 xiāng              | Changsha     |
| Jiangsu      | 江苏                     | Jiāngsū      | 苏 sū                 | Nanjing      |
| Jiangxi      | 江西                     | Jiāngxī      | 赣 gàn                | Nanchang     |
| Jilin        | 吉林                     | Jílín        | 吉 jí                 | Changchun    |
| Liaoning     | 辽宁                     | Liáoníng     | 辽 liáo               | Shenyang     |
| Qinghai      | 青海                     | Qīnghǎi      | 青 qīng               | Xining       |
| Shaanxi      | 陕西                     | Shǎnxī       | 陕 shǎn eller 秦 qín  | Xi'an        |
| Shandong     | 山东                     | Shāndōng     | 鲁 lǔ                 | Jinan        |
| Shanxi       | 山西                     | Shānxī       | 晋 jìn                | Taiyuan      |
| Sichuan      | 四川                     | Sìchuān      | 川 chuān eller 蜀 shǔ | Chengdu      |
| Yunnan       | 云南                     | Yúnnán       | 滇 diān eller 云 yún  | Kunming      |
| Zhejiang     | 浙江                     | Zhèjiāng     | 浙 zhè                | Hangzhou     |

## Autonome regioner
| Navn            | Kinesisk (simplificeret) | Pinyin     | Fulde navn                     | Forkortelse |
| --------------- | ------------------------ | ---------- | ------------------------------ | ----------- |
| Guangxi         | 广西壮族                 | Guǎngxī    | Guangxi Zhuang Autonom Region  | 桂 (Guì)    |
| Indre Mongoliet | 内蒙古                   | Nèi Měnggǔ | Indre Mongoliet Autonom Region |             |
| Ningxia         | 宁夏回族                 | Níngxià    | Ningxia Autonom Region         | 宁 (Níng)   |
| Xinjiang        | 新疆维吾尔族             | Xīnjiāng   | Xinjiang Uighur Autonom Region | 新 (Xīn)    |
| Tibet           | 西藏                     | Xīzàng     | Tibet Autonom Region           | 藏 (Zàng)   |

## Kommuner
| Navn      | Kinesisk (simplificeret) | Pinyin    | Forkortelse             |
| --------- | ------------------------ | --------- | ----------------------- |
| Beijing   | 北京                     | Běijīng   | 京 (Jīng)               |
| Chongqing | 重庆                     | Chóngqìng | 渝 (Yú)                 |
| Shanghai  | 上海                     | Shànghǎi  | 沪 (hù) eller 申 (shēn) |
| Tianjin   | 天津                     | Tiānjīn   | 津 (Jīn)                |

## Særlige administrative regioner
| Navn     | Kinesisk (simplificeret) | Pinyin    |
| -------- | ------------------------ | --------- |
| Hongkong | 香港                     | Xiānggǎng |
| Macao    | 澳门                     | Àomén     |